# استاروخوالینسکی
استاروخوالینسکی (انگلیسی: Starokhvalynsky) یک شهرک در شهرستان کوگارچینسکی جمهوری باشقیرستان در کشور روسیه است.